# Porto-Novo V
Porto-Novo V è un arrondissement del Benin situato nella città di Porto-Novo (dipartimento di Ouémé) con 63.748 abitanti (dato 2006).